# Bonac-Irazein
Bonac-Irazein település Franciaországban, Ariège megyében. Lakosainak száma 125 fő (2022. január 1.). Bonac-Irazein Antras, Argein, Aucazein, Balacet, Bordes-Uchentein, Sentein, Salsein, Naut Aran és Illartein községekkel határos.

## Népesség
A település népességének változása:
| Lakosok száma | 109  | 84   | 61   | 137  | 129  | 121  | 119  | 121  | 122  | 125  |
|               | 1968 | 1982 | 1990 | 2006 | 2013 | 2015 | 2017 | 2019 | 2020 | 2022 |